# Jejūri
Jejūri är en ort i Indien.   Den ligger i distriktet Pune och delstaten Maharashtra, i den sydvästra delen av landet, 1 200 km söder om huvudstaden New Delhi. Jejūri ligger 729 meter över havet och antalet invånare är 14 063.
Terrängen runt Jejūri är platt åt nordost, men åt sydväst är den kuperad. Terrängen runt Jejūri sluttar österut. Runt Jejūri är det tätbefolkat, med 257 invånare per kvadratkilometer. Närmaste större samhälle är Sāsvad, 15,5 km nordväst om Jejūri. Trakten runt Jejūri består till största delen av jordbruksmark.